# André Moritz
André Francisco Moritz, mais conhecido como André Moritz (Florianópolis, 6 de agosto de 1986), é um futebolista brasileiro que atua como volante e meia. Atualmente joga pelo Confiança.

## Carreira

### Início no futebol de salão
André Moritz iniciou sua carreira futebolística no futsal. Aos 5 anos de idade já disputava campeonato na categoria fraldinha pelo Clube Seis de Janeiro de Florianópolis em 1992. A partir de 1994, André passou a integrar a equipe da Astel de Florianópolis, onde permaneceu até 1999, período no qual obteve vários títulos de campeão citadino e estadual de Santa Catarina. Em 2000 e 2001 transferiu-se para a Associação Colegial também de Florianópolis onde conquistou mais uma vez o título regional de futsal.

### Início no futebol de campo e primeiro contrato profissional
Em 2001 André transferiu-se para o Avaí-SC dedicando-se a partir daí exclusivamente à prática do futebol de campo. Em 2003, com 16 anos, assinou o seu primeiro contrato profissional com o Internacional-RS, de Porto Alegre. Neste clube teve atuação destacada desde sua chegada. Suas conquistas mais expressivas são a artilharia isolada da Taça Belo Horizonte de Juniores de 2004 e o título de campeão do Troféo Angelo Dossena - Edizione nr. 29 em 2005 na Itália. Nesta competição recebeu o troféu de "Giocatore piú tenace e combattivo". Em 2006 foi integrado a equipe profissional jogando alguns jogos do Campeonato Gaúcho. 

### Fluminense
Foi contratado pelo Fluminense, na metade de 2006, e apesar de ter mostrado talento, teve poucas chances, mas ficou marcado como o jogador que fez o gol que ajudou a equipe a se livrar do rebaixamento no Campeonato Brasileiro de 2006, na vitória por 2x1 sobre o Santa Cruz, em pleno Arruda, pela penúltima rodada. Além disso participou do grupo que conquistou a Copa do Brasil de 2007.

### Kasimpasaspor
Após a Copa do Brasil, em meados de 2007, transferiu-se para a equipe do Kasimpasaspor, de Istambul - Turquia. Marcou 4 gols na Superlig na temporada 2007-2008. Marcou 4 gols na Primeira Liga na temporada 2008-2009. Marcou 12 gols na Superliga na temporada 2009-2010. Marcou também 4 gols na Copa da Turquia, totalizando 16 gols na temporada

### Kayserispor
Em julho de 2010 transferiu-se para o Kayserispor da cidade de Kayseri na Turquia. Na temporada de 2010-2011 marcou 2 gols.

### Mersin
Em junho de 2011 transferiu-se para o Mersin İdmanyurdu da cidade de Mersin no Mediterrâneo, por um período de 2 anos.

### Crystal Palace
Em 24 de agosto de 2012, ele assinou um contrato de um ano com o Crystal Palace. Em 6 de novembro de 2012, ele marcou seu primeiro gol pelo time na vitória por 5 a 0 sobre o Ipswich Town, no primeiro jogo de Ian Holloway no comando. Em sua próxima partida, ele marcou o gol de empate para o Crystal Palace na vitória por 1 a 2 contra o Peterborough United em 10 de novembro, continuando sua corrida pela artilharia, antes de encontrar a rede novamente em 17 de novembro, com um voleio contra o Derby County - seu terceiro gol em três jogos. Ele, então, marcou em duas cobranças de falta contra o Wolverhampton Wanderers em 1 de janeiro de 2013, alegrando o treinador Ian Holloway.

### Bolton Wanderers
Em 1 de agosto de 2013, André Moritz assinou um contrato de um ano com o Bolton. Em 9 de novembro, marcou seu primeiro gol para os Wanderers contra o Millwall em uma vitória por 3 a 1.

### Mumbai City
Após seu contrato se encerrar com o time inglês, André Moritz acertou com o Mumbai City, da Índia, para disputar o novo campeonato indiano, jogará com Anelka e Ljungberg.

### Buriram United
Em 2015, André Moritz acertou com o Buriram United.

### Avaí
No dia 22 de novembro de 2017, acertou com seu time do coração, o Avaí, para a temporada de 2018.
Foi anunciado oficialmente no dia 27 de dezembro de 2017, por volta das 15:00 (horário de Brasília).
Fez seu primeiro gol com a camisa do Leão no dia 1.º de março de 2018, pelo jogo de ida da Copa do Brasil de 2018, curiosamente marcou seu primeiro g contra seu ex-clube, o Fluminense.

## Títulos
Avaí
- Campeonato Catarinense: 2019

Buriram United
- Toyota Premier Cup: 2016
- Kor Royal Cup: 2016

Crystal Palace
- Play-off da EFL Championship: 2012–13

Fluminense
- Copa do Brasil: 2007

Confiança
- Campeonato Sergipano: 2020